# اووکلند (مریلند)
اووکلند (به انگلیسی: Oakland) شهری در ایالت مریلند کشور ایالات متحده آمریکا است که جمعیت آن در سرشماری سال ۲۰۱۰ میلادی، ۱٬۹۲۵ نفر بوده‌است.